# Hottentotta hatamtiorum
Hottentotta hatamtiorum — вид скорпіонів родини Buthidae. Описаний у 2024 році.

## Назва
Видовий епітет hatamtiorum відноситься до стародавньої цивілізації Хатамті (інша назва — Елам), центр якої був на крайньому заході та південному заході сучасного Ірану (3200–539 рр. до н. е.).

## Поширення
Ендемік Ірану. Поширений в провінціях Ілам і Хузестан на південному заході країни.

## Опис
Голотип самця має розміри 92,8 мм, паратип самиці — 75,3 мм. Самці завдовжки від 72 до 92 мм, а самиці — від 63 до 89 мм.